# Leo Damen
Leonardus Johannes Antonius (Leo) Damen (Middelburg, 1945) is een Nederlands emeritus hoogleraar. Hij doceerde bestuursrecht aan de Rijksuniversiteit Groningen en de Universiteit van Amsterdam, en was decaan aan de rechtenfaculteit van die universiteit. Hij werkte mee aan de voorbereiding van de Algemene wet bestuursrecht.

## Biografie
Damen startte zijn wetenschappelijke loopbaan als hoofddocent in het staatsrecht en docent administratief recht aan de Universiteit van Amsterdam. Als wetenschappelijk medewerker van de vakgroep administratief recht aan de UvA werkte hij in de 1990er jaren onder hoogleraar Willem Duk aan een inventarisatie van bestaande administratiefrechtelijke regelingen op het gebied van de bestuursrechtelijke voorprocedure (bestuursprocesrecht). In 1987 promoveerde hij op het proefschrift Ongeregeld en ondoorzichtig bestuur aan de Rijksuniversiteit Groningen. Hij was lid van de Commissie wetgeving algemene regels van bestuursrecht die de Algemene Wet Bestuursrecht voorbereidde en evalueerde.
Ook werkte ook als coördinator bij het Centrum voor Milieurecht. Hij heeft ook de vakken bestuursrecht en milieurecht gedoceerd in Paramaribo (stad). Van 1995 tot 1998 was hij raadsheer bij de Centrale Raad van Beroep, daarna werd hij raadsheer-plaatsvervanger van de Centrale Raad van Beroep en rechter-plaatsvervanger bij de rechtbank Groningen.
Damen is annotator van het juridisch wetenschappelijk tijdschrift Ars Aequi en redacteur van het blad AB Rechtspraak Bestuursrecht.
Op 1 september 2003 werd Damen decaan van de rechtenfaculteit van de Rijksuniversiteit Groningen, als opvolger van Dirk Herman de Jong. Damen oefende deze functie uit tot 1 september 2006, toen hij ook afscheid nam als voltijds hoogleraar bestuursrecht aan de Rijksuniversiteit Groningen. Hij bleef daarna nog wel wetenschappelijk actief.
- Digitale Bibliotheek voor de Nederlandse Letteren: dame018
- Gemeinsame Normdatei: 170468569
- International Standard Name Identifier: 0000 0000 2962 2883
- Library of Congress Control Number: n91027303
- Nederlandse Thesaurus van Auteursnamen: 072608684
- Parlement.com: vj0odq4mc5yv
- Système universitaire de documentation: 202681378
- Virtual International Authority File: 65644370
- WorldCat: E39PCjGRVgV7wqY6qycH8dRD7b